# Ейпріл Пірсон
Ейпріл Джанет Пірсон (англ. April Janet Pearson; нар. 23 січня 1989) — британська акторка. Найбільш відома за роллю Мішель Річардсон у підлітковому серіалі «Скінс».

## Фільмографія

### Фільми
| Рік  | Назва              | Роль            | Примітки |
| ---- | ------------------ | --------------- | -------- |
| 2009 | Tormented          | Наташа Камнінгс |          |
| 2014 | Home for Christmas | Бет Принс       |          |
| 2015 | Age of Kill        | Лесі            |          |
| 2015 | Tank 432           | Аннабелла       |          |
| 2016 | Fractured          | Ребекка         |          |
| 2017 | Caught             | Місіс Блейр     |          |
| 2017 | Dark Beacon        | Емі Вайлкок     |          |

### Телебачення
| Рік       | Назва    | Роль             | Примітки                            |
| --------- | -------- | ---------------- | ----------------------------------- |
| 2007–2008 | Скінс    | Мішель Річардсон | Головна роль; 19 епізодів           |
| 2008      | Casualty | Карен Шевлін     | Епізод: «To Thine Own Self Be True» |
| 2011      | Casualty | Грейс Фітч       | Епізод: «Starting Out»              |
| 2013      | Dates    | Ліз              | Епізод: «Mia & David»               |
| 2013      | Casualty | Енджі            | Епізод: «Designing Murder»          |

### Музичне відео
| Рік  | Назва           | Виконавець  |
| ---- | --------------- | ----------- |
| 2015 | «Greek Tragedy» | The Wombats |